# Miniatura (ritratto)

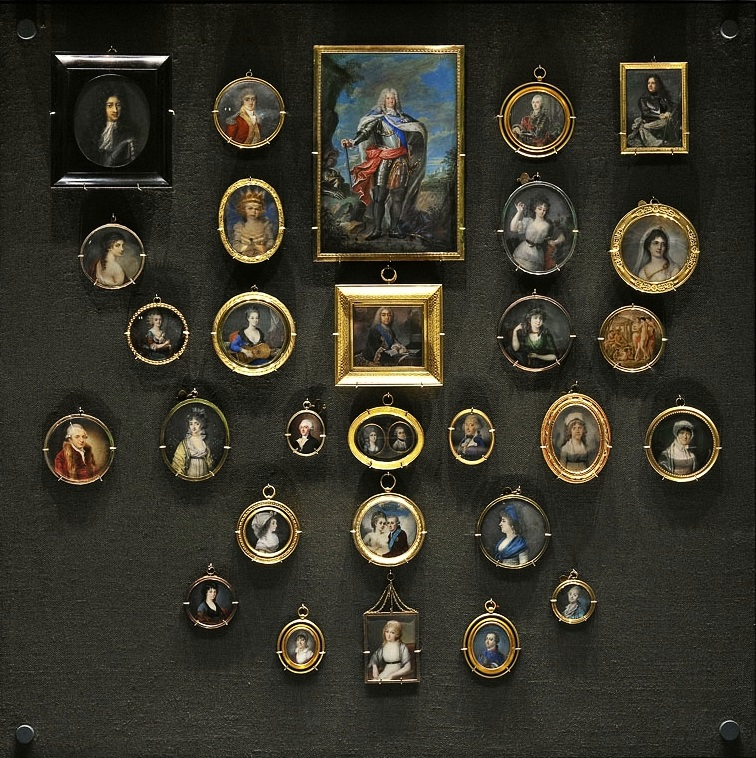
Ritratti miniati del XVIII secolo in esposizione al Museo nazionale di Varsavia.

Il ritratto miniato è l'arte di raffigurare una persona su una piccola superficie.
Deriva dalle tecniche dei manoscritti miniati; si utilizzava di solito il guazzo, l'acquarello, o lo smalto su vari materiali; si decoravano anche oggetti personali come anelli, bracciali, tabacchiere o carnet di ballo che si offrivano in segno di amore o amicizia.
Era in voga tra le élite del XIV secolo, principalmente in Inghilterra e Francia e si è diffuso in tutto il resto d'Europa dalla metà del XVIII secolo, rimanendo molto popolare fino alla sviluppo della dagherrotipia e della fotografia a metà del XIX secolo.
Erano particolarmente utili per far conoscere persone tra loro distanti:
un nobile, per proporre in matrimonio la figlia, poteva inviare un corriere con il ritratto a visitare i potenziali pretendenti. 
Soldati e marinai potevano portare miniature dei loro cari durante i viaggi, o una moglie poteva tenerne una del marito mentre lui era via.
I primi miniaturisti dipingevano ad acquerello su vellum. 
Durante la seconda metà del XVII secolo lo smalto su rame è diventato sempre più popolare, soprattutto in Francia. 
Nel XVIII secolo le miniature erano dipinte ad acquerello su avorio, che ormai era diventato relativamente a buon mercato. 
Ritratti miniati di piccole dimensioni, 40 x 30 mm, erano spesso utilizzati come ricordo personale o come gioiello o coperchio di tabacchiera.
Storicamente, i miniatori hanno giocato sulla definizione ambigua della loro arte per sfuggire ai vincoli delle corporazioni; raramente le loro opere sono firmate.

## Storia della miniatura ritrattistica europea

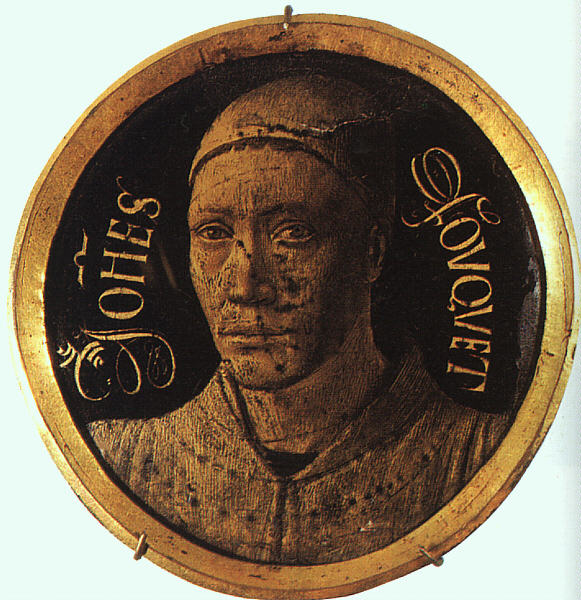
Autoritratto in miniatura di Jean Fouquet, una volta presente sul Dittico di Melun.

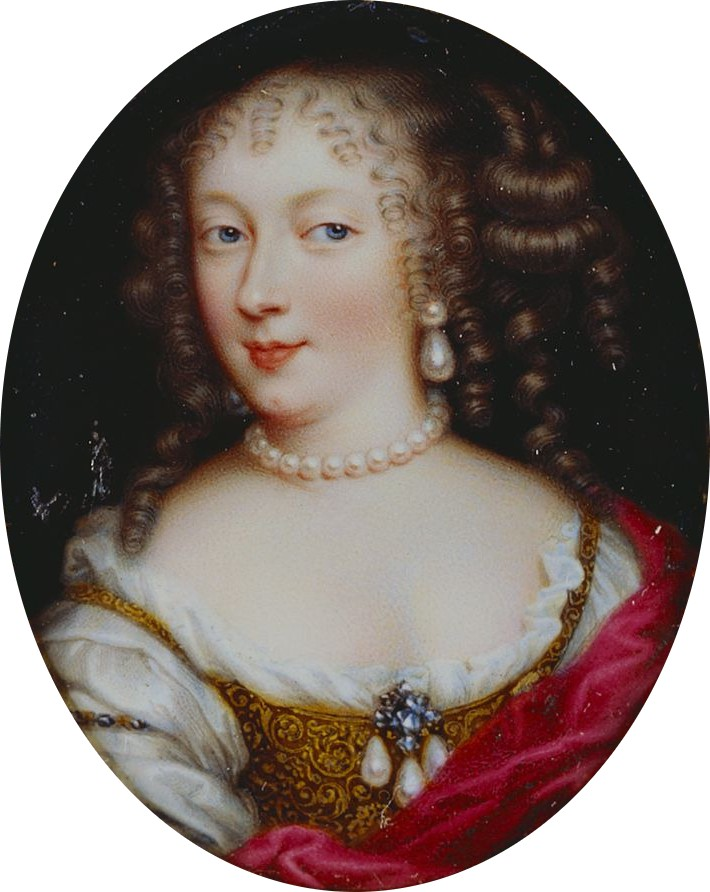
Ritratto d'Enrichetta d'Inghilterra di Jean Petitot, smalto

Il termine "miniatura" ci si riferiva alla decorazione, con uso prevalente di minio, da cui il nome, di antichi libri manoscritti. La tecnica della miniatura si arricchì con l'aggiunta di oro e argento ai pigmenti prendendo così il nome di "illuminature".
Le prime miniature indipendenti dai libri compaiono verso il 1520. La normale pergamena, supporto tradizionale degli "illuminatori", lasciò il posto al vellum. Il poco spessore della pelle d'animale ne rese necessaria la tensione su lastre di rame o di legno o ancora l'incollatura su uno spesso cartone. La dimensione della miniatura non è più limitata da quella della pelle. Il castello di Versailles ne conserva una che misura 93x60 cm, realizzata a gouache da Louis-Nicolas Van Blarenberghe, pittore di battaglie sotto Luigi XVI e specializzato nella decorazione di scatole di legno per il fumo.
Il XVII secolo vide la comparsa di nuovi supporti e nuove tecniche pittoriche. I miniaturisti utilizzavano a quei tempi non solo dipingere "ad acqua" (acquerello, guazzo) ma anche "ad olio", non più sul solo vellum, ma pure su lamiera di rame, porcellana, carta, pietra o ardesia.
Eccezionalmente si trovano miniature dipinte ad acquerello e a guazzo su vetro o su marmo.
Fu solo verso il 1700 che la foglia di avorio comparve nella storia della miniatura. Il suo uso venne introdotto dalla veneziana Rosalba Carriera, nota per i suoi pastelli vaporosi.
Le qualità del nuovo supporto vennero presto apprezzate nei vari paesi europei. I toni chiari sfruttano le trasparenze dell'acquerello per far risaltare la bianchezza del supporto eburneo. I miniaturisti francesi continuavano a preferirgli il vellum fino a dopo l'arrivo in Francia di Pierre Adolphe Hall (1739-1793), miniaturista di origine svedese che si stabilì a Parigi nel 1766 e che rivoluzionò l'arte della miniatura in Francia con l'uso sistematico dell'avorio. Questo nuovo supporto dominò la produzione dalla fine del XVIII secolo a tutto il XIX.
Nel 1810 Jean-Baptiste Isabey (1767-1855) introdusse l'uso della carta come supporto e il motivo è semplice: un dipinto su carta si realizza molto più rapidamente che su avorio. La carta viene applicata sul metallo avendo cura di isolare quest'ultimo con una copertura di colore a olio per evitare la corrosione.
Prima dell'avvento della fotografia la miniatura rappresentava il solo mezzo di far conoscere a distanza un volto. Per riprendere l'espressione di Nicole-Garnier Pelle, « la miniatura [è un] oggetto intimo»: essa si scambia nei matrimoni predeterminati fra fidanzati che non si sono mai visti; essa viene offerta tra genitori separati; essa ricorda l'infanzia troppo presto scomparsa.. Essa può essere inoltre utilizzata dalla polizia per diffondere una segnalazione (forse fu una miniatura che utilizzò la polizia di Fouché per identificare e arrestare Cadoudal).
I miniaturisti erano quindi molto richiesti e ve ne furono di grande talento. Uno di essi, Isabey, allievo di David, fu Maestro di cerimonie dell'Incoronazione di Napoleone Bonaparte.
Inventato nel 1839, il dagherrotipo, antenato della fotografia, fu un concorrente temibile, talvolta dissimulato sotto vernice o sotto un dipinto per conferirgli un aspetto più tradizionale. Questa concorrenza comportò, a lungo termine, la quasi-scomparsa della miniatura su avorio. Si conta ancora qualche artista americano del XX secolo: Lucy May Stanton, (1875-1931), Eulabee Dix, (1878-1961) ed Eda Nemoede Casterton (1877-1969).

## Tecnica
I supporti possono essere vari così come le tecniche pittoriche:
- A fianco dei dipinti detti "a freddo", depositati semplicemente sul supporto, si svilupparono le tecniche dette di smaltatura su supporti resistenti al calore (rame).

Lo strato pittorico è abitualmente depositato su uno di bianco. In alcuni casi può essere depositato direttamente sul supporto.
- Le miniature su porcellana riprendono un po' la tecnica precedente. Esse divennero popolari nel corso del XIX secolo. Le opere di Marie-Pauline Laurent e di Nicolas-Marie Moriot, esposte nel museo Condé di Chantilly, sono eccezionali in questo ambito. Étienne-Charles Le Guay (1762-1846) e la consorte Marie-Victoire Jaquotot (1772-1855) sono parimenti degni di nota.
- La pittura eludorica o fissata sotto vetro si diffonde fino alla metà del XIX secolo.
- I ritratti con la punta d'argento ebbero un certo successo.
- La miniatura a olio fu molto in voga nei Paesi Bassi nel XVII secolo. Essa consiste nel dipingere a olio su una piastra metallica (in generale di rame) al posto di una tela. Essa fu migliorata dai fijnschildres di Leyda. Certi miniaturisti, pochi in effetti, hanno dipinto a olio sull'avorio. Si possono citare François Ferrière (1752-1639) e Louis Séné (1752-1804).
- Nel XIX secolo artisti pittori riconvertiti alla fotografia hanno realizzato, come Alphonse Plumier, miniature fotografiche colorando i loro dagherrotipi.

## Il materiale

### Il supporto

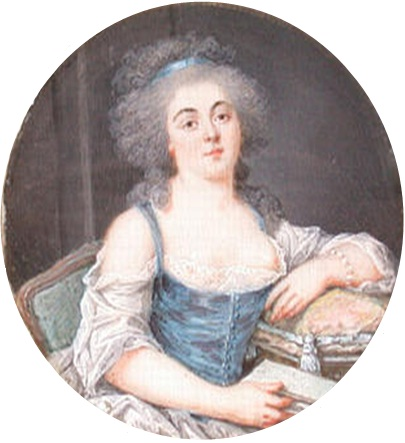
Ritratto di Batilde d'Orléans, alla fine del XVIII secolo, dipinto su avorio da André Léon Larue Mansion (1785-1834) - Museo Condé

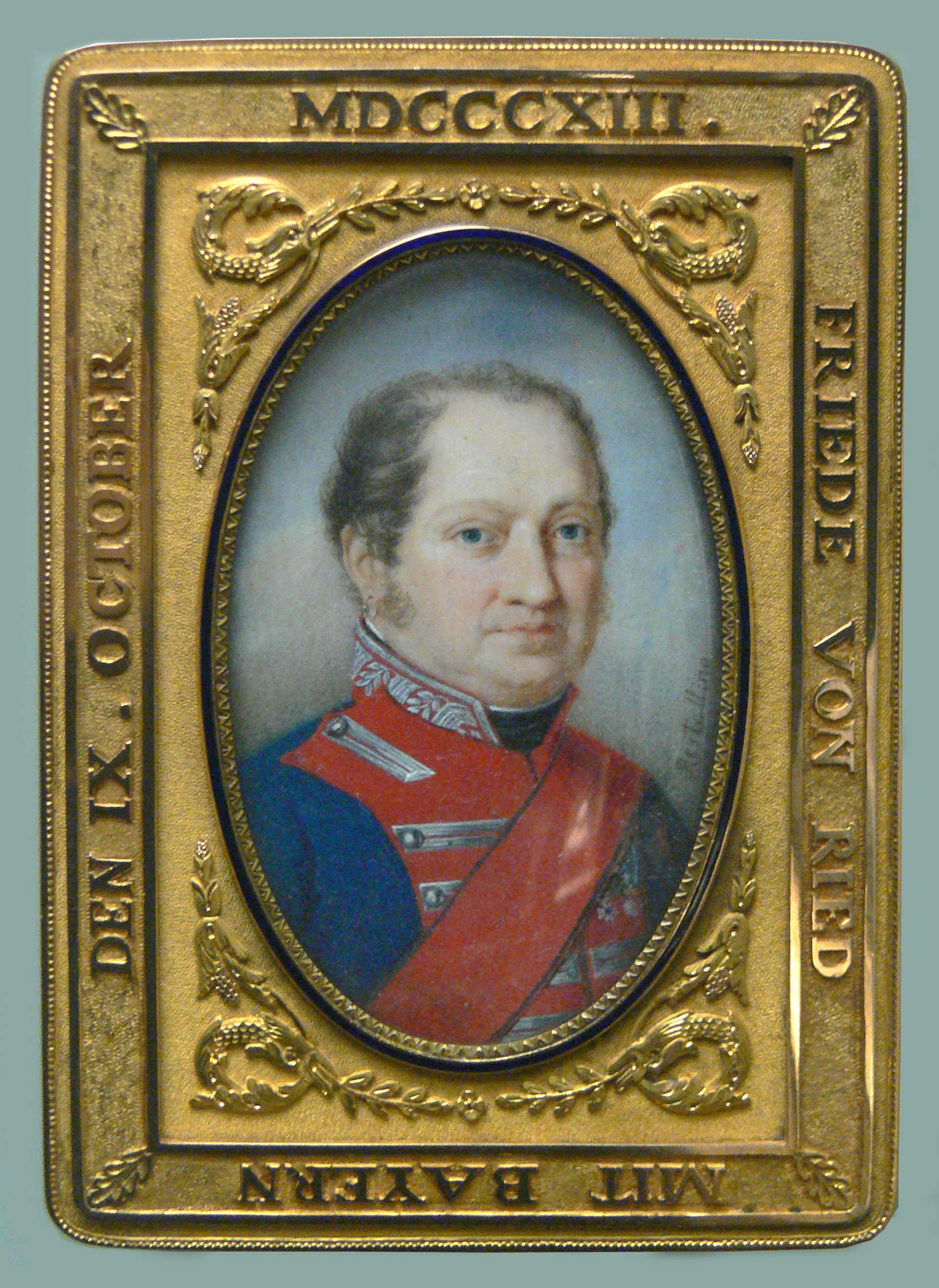
Ritratto di Massimiliano I Giuseppe di Baviera su una tabacchiera, inizio del XIX secolo

Si tratta di avorio la cui semi-trasparenza si avvicina di più alla pelle umana. Le lastre di avorio della prima metà del XVII secolo avevano lo spessore di un millimetro. Si giunse a ridurle successivamente a uno spessore di 0,5 mm, migliorandone così la trasparenza. I miniaturisti le acquistavano allo stato grezzo presso i tabletier o i "mercanti di colori". Si doveva subito levigare per togliere le scanalature lasciate dallo strumento di taglio in modo da ottenere una superficie perfettamente liscia. Se necessario si potevano sgrassare o sbiancare. La sottile lastra di avorio veniva allora incollata su una robusta carta per stabilizzarla e apportarvi un fondo chiaro. Bisogna sapere che, essendo la larghezza di una zanna d'elefante limitata a 18 centimetri, si doveva avere una particolare inventiva per oltrepassare tale misura. Comunque sia, si trovano opere eseguite nel periodo della rivoluzione che oltrepassano talvolta la misura di 30x25 centimetri.
La tecnica delle foglie fu molto frequente intorno al 1800. Si dispone una foglia di argento dietro l'avorio e ove si vuole aumentare la luminosità. Sfortunatamente l'argento annerisce con il tempo e provoca brutti effetti sull'opera. Più rare erano le foglie d'oro o le care colorate.
Certi artisti avevano l'abitudine di colorare il rovescio dell'avorio in certi punti allo scopo di dare una tinta di base al dipinto visto di fronte. Grazie alla semitrasparenza di questo, tale dipinto appariva con un'intensità ridotta.
Il formato delle miniature era soggetto a grandi variazioni. La loro misura poteva andare da quella di un castone di anello o di una testa di spilla da cravatta fino a 30 centimetri. Il formato abituale sta tra i 6 e gli 8 centimetri.

### La pittura
Il miniaturista utilizzava gli stessi colori del pittore, acquerello o guazzo, ma i pigmenti dovevano essere triturati più finemente. Il legante più comunemente usato era una miscela di gomma arabica e di zucchero candito che ha l'effetto di renderla più elastica. Ogni artista aveva la propria ricetta coadiuvante per adattare questa miscela alla propria opera. La quantità di legante definiva l'intensità, la profondità e il grado di luminosità del colore. Prima di dipingere sull'avorio, l'artista disegnava il suo modello su carta per poi copiarlo sul supporto definitivo per trasparenza, mettendo il disegno sotto l'avorio. I primi strati di colore venivano disposti su ampie superfici con un colore liquido che dava il fondo a un colore più preciso. Il fondo e i rivestimenti erano lavorati a guazzo in strati opachi e ampi con delle sfumature d'ombra col pennello più fine. I tessuti bianchi venivano realizzati con l'ausilio di colori trasparenti con lumeggiature di guazzo. La carnagione era la parte più difficile. È da questa che si riconosceva un buon miniaturista. Essa si esprimeva con tocchi ampi e trasparenti sui quali il miniaturista applicava ombre con il piccolo pennello, con tocchi fini, per rendere il modello. L'impiego di vernici era raro e riservato a qualche ombra. A partire dal 1800 l'applicazione di legante sul dipinto compiuto divenne sempre più frequente.
Venivano utilizzate materiali coloranti diversi:
- l'acquerello (autoritratto di Louis Autissier; Sarah Goodridge) ; Anne Langton; Annie Dixon);
- la tempera (Rosalba Carriera) ;
- Il guazzo (ritratto di Luís Miranda di Antonio María Esquivel) ;
- le pastel (ritratto di Mary Galloway Whilldin di Charles Willson Peale, Smithsonian National Portrait Gallery).

### Gli utensili
- La "pittura". Poteva essere preparata dal miniaturista stesso (o dal suo assistente) a partire dai pigmenti. Essa poteva essere acquisita pronta per l'impiego sotto forma di cubi secchi preparati con il legante.
- Il "raschietto" era una lama ben affilata. Serviva a effettuare correzioni togliendo il colore con molta precisione. Ci se ne serviva per alleggerire una parte troppo cupa, eseguire contorni precisi, disegnare linee chiare. Non doveva essere utilizzato sulla pergamena.
- Le "tavolozze in avorio o in vetro opaco erano più piccole di quelle dei pittori a olio.
- La "lente" e il "vetro nero" servivano a controllare l'opera. Quasi tutti i miniaturisti si servivano della lente. Quanto a vetro nero, esso offriva la vista del ritratto invertito e dava così l'occasione di giudicare l'opera sotto un nuovo aspetto.

## Alcuni nomi celebri

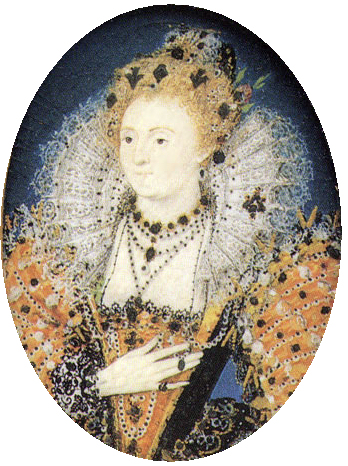
Ritratto d'Elisabetta I d'Inghilterra di Nicholas Hilliard

La maggior parte delle miniature non sono firmate. Tuttavia si possono riconoscere i nomi di alcuni miniaturisti celebri che le hanno firmate (l'elenco che segue è tutt'altro che completo):
- Nicholas Hilliard, Inghilterra, 1547-1619;
- Samuel Cooper, Inghilterra;
- Jean Petitot, Francia, 1653-1702;
- Peter Adolf Hall, Svezia, 1739-1793;
- Jean Baptiste Weyler, nato il 3 gennaio 1747 a Strasburgo e deceduto il 25 luglio 1791 a Parigi, pittore miniaturista su smalto all'Académie Royale;
- William Grimaldi, Inghilterra, 1751-1830;
- George Engleheart, Inghilterra, (1752-1829);
- Edward Greene Malbonne, Stati Uniti, 1777-1807;
- Pierre Chasselat, Francia, 1753-1814;
- Charles Guillaume Alexandre Bourgeois, Francia, 1759-1832;
- Jacques Augustin, Saint-Dié des Vosges, Francia 1759-1832 Paris;
- Elisabeth Terroux, Ginevra, 1759-1822;
- François-Joseph Desvernois, attivo in Francia tra il 1768 e il 1810;
- Jean-Baptiste Isabey, Francia, 1767-1855;
- Domenico Bossi, Italia
- Pierre Charles Cior, Parigi, 1769 – dopo il 1838;
- Jean-François Gérard, detto Fontallard, Francia, 1772-1857;
- Pierre-Edouard Dagoty, attivo a Bordeaux, 1775 -1871;
- Moritz Michael Daffinger, Vienna, 1790-1849;
- Charles William Ross, Londra, 1794-1860;
- Sidonie Berthon, Parigi, (1817-1871);
- Mohammed Râcim, Algeri, 1896-1975;
- Lizinska de Mirbel, pittrice miniaturista francese del XIX secolo;
- Eugène Letourneau, miniaturista francese del XVI secolo;
- Daniel Saint, pittore miniaturista francese del XIX secolo.
- Anton Graff, pittore svizzero, 1736-1813.